# Hydantoinsäure
Hydantoinsäure ist eine chemische Verbindung aus der Gruppe der Harnstoffderivate und Carbonsäuren.

## Gewinnung und Darstellung
Hydantoinsäure kann durch Reaktion von Glycin mit Kaliumcyanat gewonnen werden.
Es kann auch durch Kochen von Hydantoin in einer Lösung von Bariumhydroxid gewonnen werden.

## Eigenschaften
Hydantoinsäure ist ein weißer Feststoff, der leicht löslich in heißem Wasser ist.

## Verwendung
Hydantoinsäure kann als Zwischenprodukt zur Herstellung von Hydantoin verwendet werden.